# Арсенид пентапалладия
Арсенид пентапалладия — бинарное неорганическое соединение
палладия и мышьяка
с формулой Pd5As,
кристаллы,
не растворяется в воде.

## Получение
- Спекание стехиометрических количеств чистых веществ:

{\displaystyle {\mathsf {5Pd+As\ {\xrightarrow {800^{o}C}}\ Pd_{5}As}}}

## Физические свойства
Арсенид пентапалладия образует кристаллы 
моноклинной сингонии,
пространственная группа C 2,
параметры ячейки a = 0,5514 нм, b = 0,7725 нм, c = 0,8427 нм, β = 99,0°, Z = 4
.
Не растворяется в воде.